# Bieniawa
Bieniawa (ukr. Бенева, Benewa) – wieś na Ukrainie w rejonie tarnopolskim należącym do obwodu tarnopolskiego.

## Historia
Właścicielem wsi był m.in. hrabia Józef Baworowski herbu Prus II, syn Wacława. 
W II Rzeczypospolitej wieś w powiecie podhajeckim województwa tarnopolskiego.
W lutym 1940 NKWD zesłało na Syberię 15 rodziny polskich. W latach 1944–1945 nacjonaliści ukraińscy z OUN-UPA zamordowali tutaj 28 Polaków.
W czasie okupacji niemieckiej polscy mieszkańcy wsi Anna i Jan Urbanowie (matka i syn) ukrywali Żydów. W 1983 roku Instytut Jad Waszem uhonorował ich za to tytułami Sprawiedliwych wśród Narodów Świata.
Do 2020 w rejonie trembowelskim.